# Lista miniștrilor de externe ai monarhiei habsburgice
Aceasta este o listă a miniștrilor de externe ai monarhiei habsburgice.

## Țările moștenirii habsburgice (până în 1804)
Titlul folosit cel mai des era Ministrul afacerilor externe.
1. Johann Christoph von Bartenstein 1727–1753
2. Anton Corfiz von Ulfeldt 1742–1753
3. Graf Wenzel Anton von Kaunitz-Rietberg 1753–1792
4. Graf Philipp von Cobenzl 1792–1793
5. Baron Franz Maria von Thugut 1793–1800
6. Graf Ferdinand von Trauttmansdorff 1800–1801
7. Graf Johann Ludwig von Cobenzl 1801–(1805)

## Imperiul Austriac (1804–1867)
Titlul folosit era Ministrul cezaro-crăiesc al afacerilor externe.
1. Graf Johann Ludwig von Cobenzl (1801)–1805
2. Graf Johann Philipp von Stadion-Warthausen 1805–1809
3. Klemens Wenzel Fürst von Metternich-Winneburg 1809–1848
4. Graf Karl Ludwig von Ficquelmont 1848
5. Baron Johann Philipp von Wessenberg-Ampringen 1848
6. Felix Fürst zu Schwarzenberg 1848–1852
7. Graf Karl Ferdinand von Buol-Schauenstein 1852–1859
8. Graf Johann Bernhard von Rechberg und Rothenlöwen 1859–1864
9. Graf Alexander von Mensdorff-Pouilly 1864–1866
10. Graf Friedrich Ferdinand von Beust 1866–1867

## Austro-Ungaria (1867–1918)
Ministrul Casei Imperiale și Regale și al Externelor era în același timp și posibilul președinte al Consiliului Ministerial pentru Afaceri Comune al uniunii reale Austro-Ungaria, care s-a destrămat în 31 oct. 1918.
1. Graf Friedrich Ferdinand von Beust 1867–1871
2. Graf Gyula Andrássy 1871–1879
3. Baron Heinrich Karl von Haymerle 1879–1881
4. Graf Gustav Kálnoky 1881–1895
5. Graf Agenor Goluchowski 1895–1906
6. Graf Alois Lexa von Ährenthal 1906–1912
7. Graf Leopold von Berchtold 1912–1915
8. Stephan Burián von Rajecz 1915–1916
9. Graf Ottokar Czernin 1916–1918
10. Stephan Burián von Rajecz 1918
11. Gyula Andrássy der Jüngere 1918
12. Ludwig von Flotow, care a și lichidat ministerul, 2–11 nov. 1918